# Cunoniaceae

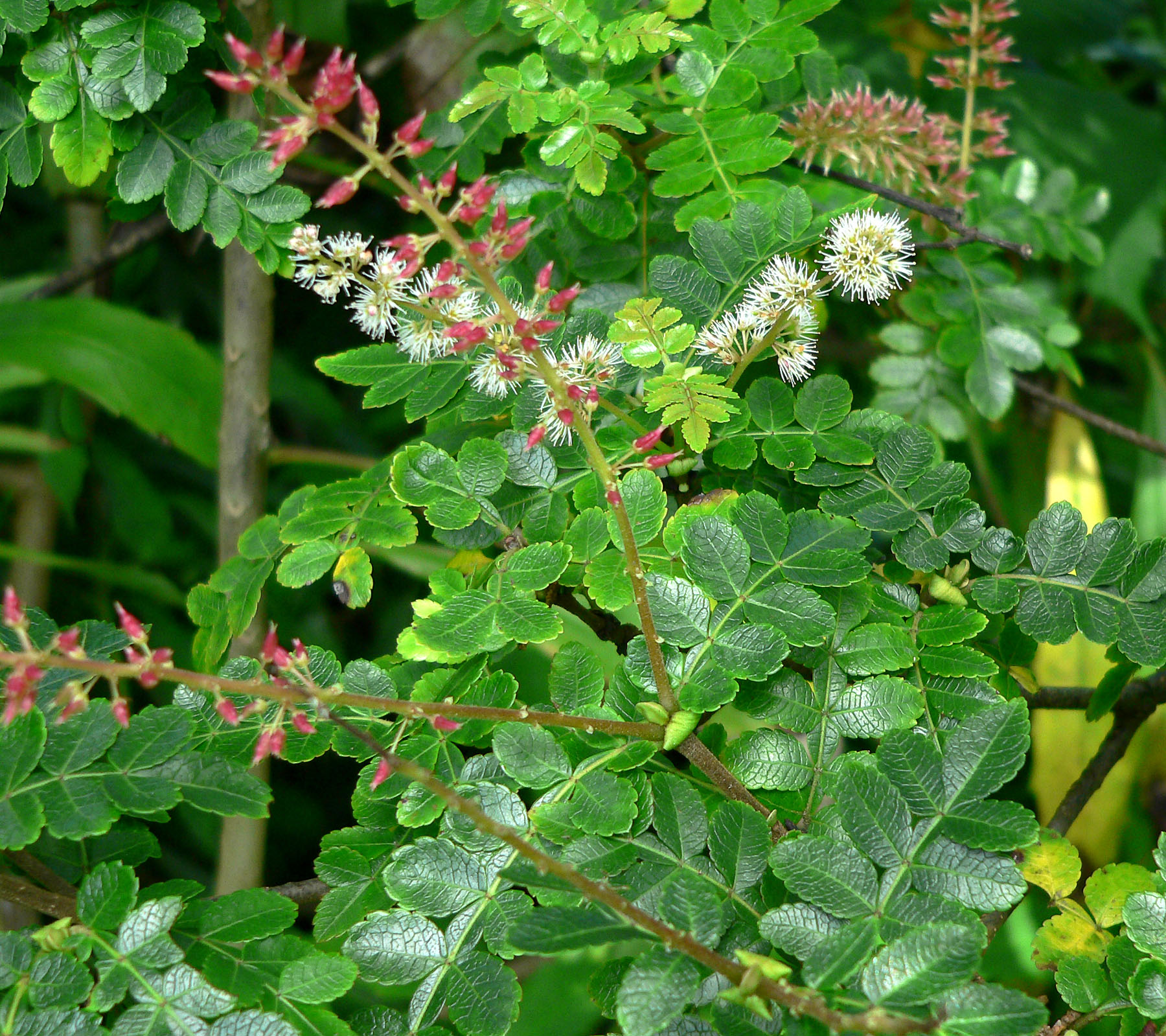
Weinmannia pinnata em flor.

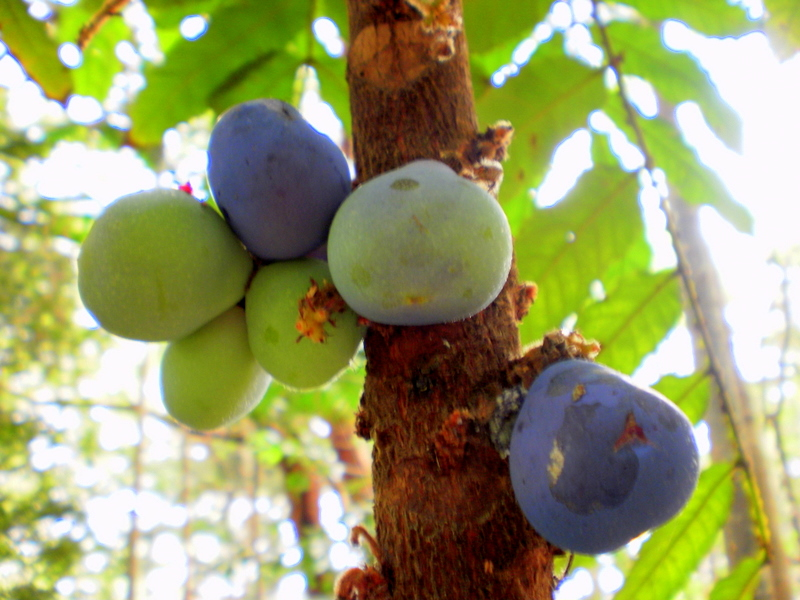
Frutos caulinares de Davidsonia jerseyaqna, uma espécie cauliflor.

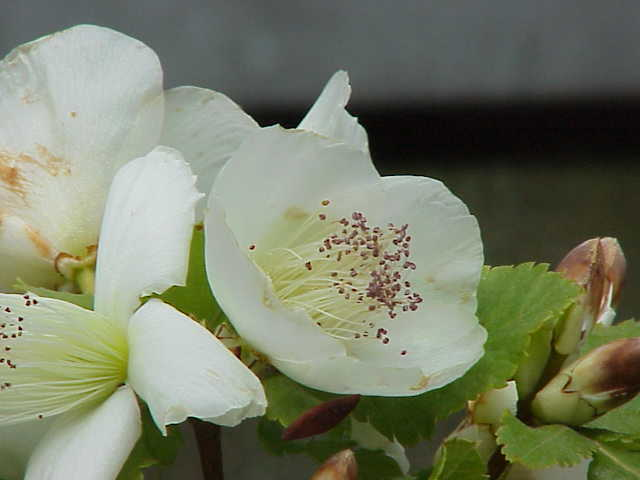
Flores de Eucryphia glutinosa.

Cunoniaceae é uma família de plantas com flor, pertencente à ordem Oxalidales, que agrupa 27 géneros e cerca de 300 espécies de plantas lenhosas nativas das regiões tropicais e temperadas húmidas do Hemisfério Sul.  A distribuição natural de alguns géneros é fortemente disjunta, como Cunonia que ocorre na Nova Caledónia e na África do Sul, distribuição considerada relíquia da época aquelas massas continentais estiveram unidas no supercontinente Gondwana.

## Descrição
A família Cunoniaceae inclui árvores, arbustos, lianas, maioritariamente plantas perenifólias, mas com muitas espécies caducifólias. As folhas são de filotaxia oposta ou espiralada, raramente alterna (apenas em Davidsonia), simples ou compostas (pinadas ou palmadas), com margem inteira ou dentada, frequentemente com estípulas conspícuas (interpeciolar ou intrapeciolar). As flores apresentam 4-5 (raramente 3 ou mais de 10) sépalas e pétalas.  O fruto é usualmente uma  cápsula lenhosa ou um folículo, com várias sementes pequenas com endosperma oleoso.

### Morfologia
As Cononiaceae são plantas lenhosas: arbustos ou árvores. Muitas espécies são perenifólias (sempre verdes).
As folhas apresentam filotaxia oposta ou espiralada (podendo neste caso ser verticilada). A morfologia da folha caracteriza-se pela existência de pecíolo e lâmina foliar bem diferenciados, com as lâminas coreáceas geralmente compostas, raramente simples, por vezes com três folíolos, na maior parte pinadas não pareadas. As margens das folhas são geralmente serrilhadas. As estípulas foliares estão sempre presentes. Quando as folhas são verticiladas, as estípulas das folhas adjacentes são fundidos numa única entidade, aplicando-se neste caso a designação de «estípula interpeciolar».
As flores ocorrem isoladamente ou em tipos completamente diferentes de inflorescências: simpódios, panículas ou capítulos. A espécie Davidsonia jerseyaqna, entre outras, é cauliflor.
A maior parte das flores são actinomorfa (com simetria radial, hermafroditas, raramente unissexuais. Quando as flores são unissexuais, então as espécies podem ser dióicas (como no género Spiraeanthemum), androdioicas, ginodioicas ou poligamomonoicas (subdioicas). As brácteas florais podem estar divididos em sépalas e pétalas distintas ou apenas existirem tépalas petaloides. Em geral existem (3-)4-5(-10) sépalas presentes, livres ou fundidos na base. Se houver pétalas, existem 3-4, raramente 5-10, livres ou fundidas na base. Existem um ou dois verticilos de estames, com quatro ou cinco estames livres, raramente existem de 11 a 40 estames. Normalmente existem dois, raramente de três a cinco, carpelos, fundidos na maior parte (sincarpia), ligados a um ovário súpero (no género Spiraeanthemum semi-ínfero), embora raramente os carpelos sejam livres (apocarpia), sendo raro o ovário ser também parcialmente ínfero. Existem dois ou três, por vezes até cinco, pistilos livres por flor, correspondentes ao número de carpelos.
Nas espécies com carpelos em apocarpo, o fruto é um folículo. Nas outras espécies, os frutos são principalmente cápsulas lenhosas, às vezes drupas ou raramente nozes. As pequenas sementes são aladas ou sem asas, quase sempre com um endosperma rico em óleos.

### Distribuição
A distribuição principal é em áreas tropicais entre 13 graus de latitude norte e 35 graus de latitude sul. A maior diversidade de géneros ocorre na Austrália e Tasmânia (15 géneros), Nova Guiné (9 géneros) e Nova Caledónia (7 géneros). A família também está presente na [América Central], América do Sul, nas Caraíbas, na Malásia, nas ilhas do Pacífico Sul, em Madagáscar e nas ilhas vizinhas do Oceano Índico. A família está ausente da Ásia continental, excepto na Península Malaia, e quase ausente na África continental, com excepção de duas espécies na África Austral (Cunonia capensis e Platylophus trifoliatus). Vários géneros apresentam distribuição disjunta com intervalos notáveis, ocorrendo em mais de um continente, por exemplo Cunonia (que ocorre na África Austral e na Nova Caledónia), Eucryphia (na Austrália e América do Sul) e Weinmannia (Américas e ilhas Mascarenhas).
A distribuição disjunta da família, e de alguns dos seus géneros, é atribuída à fragmentação do supercontinente Gondwana. Em consequência desse fenómeno, vários géneros têm uma forte disjunção na sua área de distribuição natural, ocorrendo em diferentes continentes, por exemplo Cunonia na África do Sul e na Nova Caledónia ou Caldcluvia e Eucryphia na Austrália e no sul da América do Sul. A área de distribuição de Caldcluvia estende-se para norte em ambas as regiões, atingindo num caso o Equador e noutro as Filipinas. O género Geissois está distribuído pelas ilhas Fiji no Oceano Pacífico, mas já teve distribuição mais alargada.

### Usos
Os frutos de algumas espécies são localmente consumidos frescos. A madeira de algumas espécies é utilizada e comerciada.

## Filogenia e sistemática
A família foi descrita em 1814 por Robert Brown e publicada na obra A Voyage to Terra Australis 2: p. 548. 1814.. O género tipo é Cunonia L. O nome genérico Cunonia é uma homenagem ao jurista e mercador alemão Johann Christian Cuno (1708-?).
As espécies das antigas famílias Baueraceae Lindl., Davidsoniaceae G.G.J.Bange e Eucryphiaceae Gay estão presentemente incluídas na família Cunoniaceae. Outros sinónimos taxonómicos para Cunoniaceae são: Belangeraceae J.Agardh, Callicomaceae J.Agardh e Codiaceae Tiegh.

### Filogenia
A posição da família Cunoniaceae no contexto da filogenia da ordem Oxalidales, conforme determinada pelo Angiosperm Phylogeny Group, é a seguinte:
|  | Connaraceae |
|  |             |
|  | Oxalidaceae |
|  |             |

|  | \| \| Brunelliaceae \| \| \| \| \| \| Cephalotaceae \| \| \| \| |
|  |                                                                 |
|  | Elaeocarpaceae                                                  |
|  |                                                                 |
|  | Brunelliaceae                                                   |
|  |                                                                 |
|  | Cephalotaceae                                                   |
|  |                                                                 |

|  | Brunelliaceae |
|  |               |
|  | Cephalotaceae |
|  |               |

|  | \| \| Brunelliaceae \| \| \| \| \| \| Cephalotaceae \| \| \| \| |
|  |                                                                 |
|  | Elaeocarpaceae                                                  |
|  |                                                                 |
|  | Brunelliaceae                                                   |
|  |                                                                 |
|  | Cephalotaceae                                                   |
|  |                                                                 |

|  | Brunelliaceae |
|  |               |
|  | Cephalotaceae |
|  |               |

|  | Connaraceae |
|  |             |
|  | Oxalidaceae |
|  |             |

|  | \| \| Brunelliaceae \| \| \| \| \| \| Cephalotaceae \| \| \| \| |
|  |                                                                 |
|  | Elaeocarpaceae                                                  |
|  |                                                                 |
|  | Brunelliaceae                                                   |
|  |                                                                 |
|  | Cephalotaceae                                                   |
|  |                                                                 |

|  | Brunelliaceae |
|  |               |
|  | Cephalotaceae |
|  |               |

|  | \| \| Brunelliaceae \| \| \| \| \| \| Cephalotaceae \| \| \| \| |
|  |                                                                 |
|  | Elaeocarpaceae                                                  |
|  |                                                                 |
|  | Brunelliaceae                                                   |
|  |                                                                 |
|  | Cephalotaceae                                                   |
|  |                                                                 |

|  | Brunelliaceae |
|  |               |
|  | Cephalotaceae |
|  |               |

|  | Connaraceae |
|  |             |
|  | Oxalidaceae |
|  |             |

|  | \| \| Brunelliaceae \| \| \| \| \| \| Cephalotaceae \| \| \| \| |
|  |                                                                 |
|  | Elaeocarpaceae                                                  |
|  |                                                                 |
|  | Brunelliaceae                                                   |
|  |                                                                 |
|  | Cephalotaceae                                                   |
|  |                                                                 |

|  | Brunelliaceae |
|  |               |
|  | Cephalotaceae |
|  |               |

|  | \| \| Brunelliaceae \| \| \| \| \| \| Cephalotaceae \| \| \| \| |
|  |                                                                 |
|  | Elaeocarpaceae                                                  |
|  |                                                                 |
|  | Brunelliaceae                                                   |
|  |                                                                 |
|  | Cephalotaceae                                                   |
|  |                                                                 |

|  | Brunelliaceae |
|  |               |
|  | Cephalotaceae |
|  |               |

|  | Connaraceae |
|  |             |
|  | Oxalidaceae |
|  |             |

|  | \| \| Brunelliaceae \| \| \| \| \| \| Cephalotaceae \| \| \| \| |
|  |                                                                 |
|  | Elaeocarpaceae                                                  |
|  |                                                                 |
|  | Brunelliaceae                                                   |
|  |                                                                 |
|  | Cephalotaceae                                                   |
|  |                                                                 |

|  | Brunelliaceae |
|  |               |
|  | Cephalotaceae |
|  |               |

|  | \| \| Brunelliaceae \| \| \| \| \| \| Cephalotaceae \| \| \| \| |
|  |                                                                 |
|  | Elaeocarpaceae                                                  |
|  |                                                                 |
|  | Brunelliaceae                                                   |
|  |                                                                 |
|  | Cephalotaceae                                                   |
|  |                                                                 |

|  | Brunelliaceae |
|  |               |
|  | Cephalotaceae |
|  |               |

|  | Connaraceae |
|  |             |
|  | Oxalidaceae |
|  |             |

|  | \| \| Brunelliaceae \| \| \| \| \| \| Cephalotaceae \| \| \| \| |
|  |                                                                 |
|  | Elaeocarpaceae                                                  |
|  |                                                                 |
|  | Brunelliaceae                                                   |
|  |                                                                 |
|  | Cephalotaceae                                                   |
|  |                                                                 |

|  | Brunelliaceae |
|  |               |
|  | Cephalotaceae |
|  |               |

|  | \| \| Brunelliaceae \| \| \| \| \| \| Cephalotaceae \| \| \| \| |
|  |                                                                 |
|  | Elaeocarpaceae                                                  |
|  |                                                                 |
|  | Brunelliaceae                                                   |
|  |                                                                 |
|  | Cephalotaceae                                                   |
|  |                                                                 |

|  | Brunelliaceae |
|  |               |
|  | Cephalotaceae |
|  |               |

|  | Connaraceae |
|  |             |
|  | Oxalidaceae |
|  |             |

|  | \| \| Brunelliaceae \| \| \| \| \| \| Cephalotaceae \| \| \| \| |
|  |                                                                 |
|  | Elaeocarpaceae                                                  |
|  |                                                                 |
|  | Brunelliaceae                                                   |
|  |                                                                 |
|  | Cephalotaceae                                                   |
|  |                                                                 |

|  | Brunelliaceae |
|  |               |
|  | Cephalotaceae |
|  |               |

|  | \| \| Brunelliaceae \| \| \| \| \| \| Cephalotaceae \| \| \| \| |
|  |                                                                 |
|  | Elaeocarpaceae                                                  |
|  |                                                                 |
|  | Brunelliaceae                                                   |
|  |                                                                 |
|  | Cephalotaceae                                                   |
|  |                                                                 |

|  | Brunelliaceae |
|  |               |
|  | Cephalotaceae |
|  |               |

|  | Connaraceae |
|  |             |
|  | Oxalidaceae |
|  |             |

|  | \| \| Brunelliaceae \| \| \| \| \| \| Cephalotaceae \| \| \| \| |
|  |                                                                 |
|  | Elaeocarpaceae                                                  |
|  |                                                                 |
|  | Brunelliaceae                                                   |
|  |                                                                 |
|  | Cephalotaceae                                                   |
|  |                                                                 |

|  | Brunelliaceae |
|  |               |
|  | Cephalotaceae |
|  |               |

|  | \| \| Brunelliaceae \| \| \| \| \| \| Cephalotaceae \| \| \| \| |
|  |                                                                 |
|  | Elaeocarpaceae                                                  |
|  |                                                                 |
|  | Brunelliaceae                                                   |
|  |                                                                 |
|  | Cephalotaceae                                                   |
|  |                                                                 |

|  | Brunelliaceae |
|  |               |
|  | Cephalotaceae |
|  |               |

|  | Connaraceae |
|  |             |
|  | Oxalidaceae |
|  |             |

|  | \| \| Brunelliaceae \| \| \| \| \| \| Cephalotaceae \| \| \| \| |
|  |                                                                 |
|  | Elaeocarpaceae                                                  |
|  |                                                                 |
|  | Brunelliaceae                                                   |
|  |                                                                 |
|  | Cephalotaceae                                                   |
|  |                                                                 |

|  | Brunelliaceae |
|  |               |
|  | Cephalotaceae |
|  |               |

|  | \| \| Brunelliaceae \| \| \| \| \| \| Cephalotaceae \| \| \| \| |
|  |                                                                 |
|  | Elaeocarpaceae                                                  |
|  |                                                                 |
|  | Brunelliaceae                                                   |
|  |                                                                 |
|  | Cephalotaceae                                                   |
|  |                                                                 |

|  | Brunelliaceae |
|  |               |
|  | Cephalotaceae |
|  |               |

A família possui um rico registo fóssil na Austrália e representantes fósseis são conhecidos no Hemisfério Norte. A espécie fóssil Platydiscus peltatus foi encontrada em rochas do Cretáceo Superior da Suécia e é provavelmente um membro da família Cunoniaceae. Um membro fóssil possivelmente mais antigo esta datado do Albiano. O género fóssil Tropidogyne, encontrada em âmbar da Indochina, tem flores que se assemelham fortemente à do género extante Ceratopetalum.

### Taxonomia

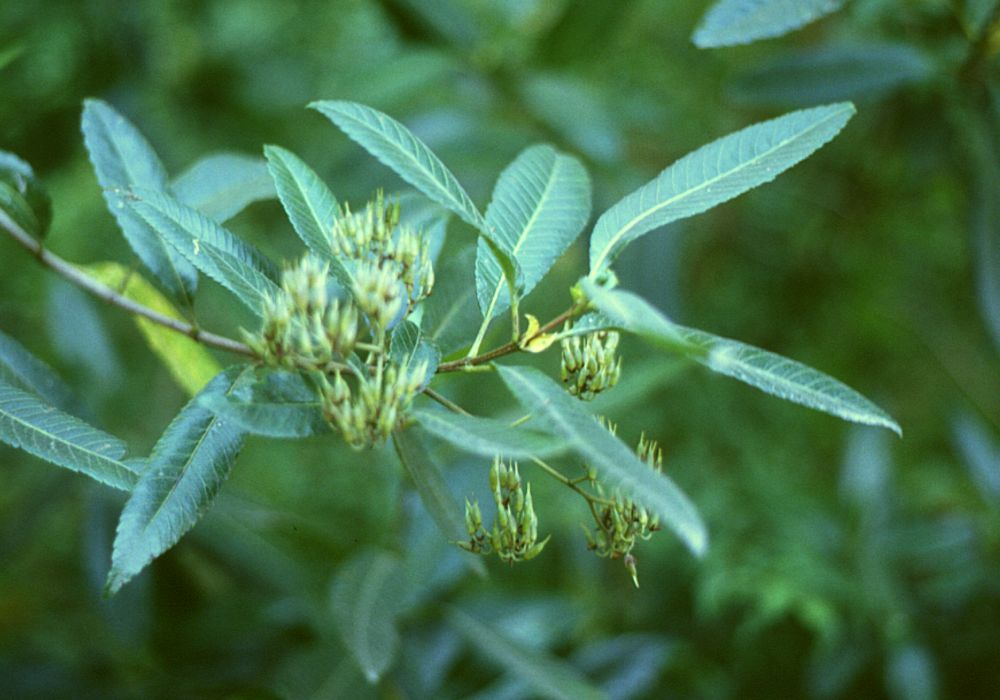
Caldcluvia paniculata.

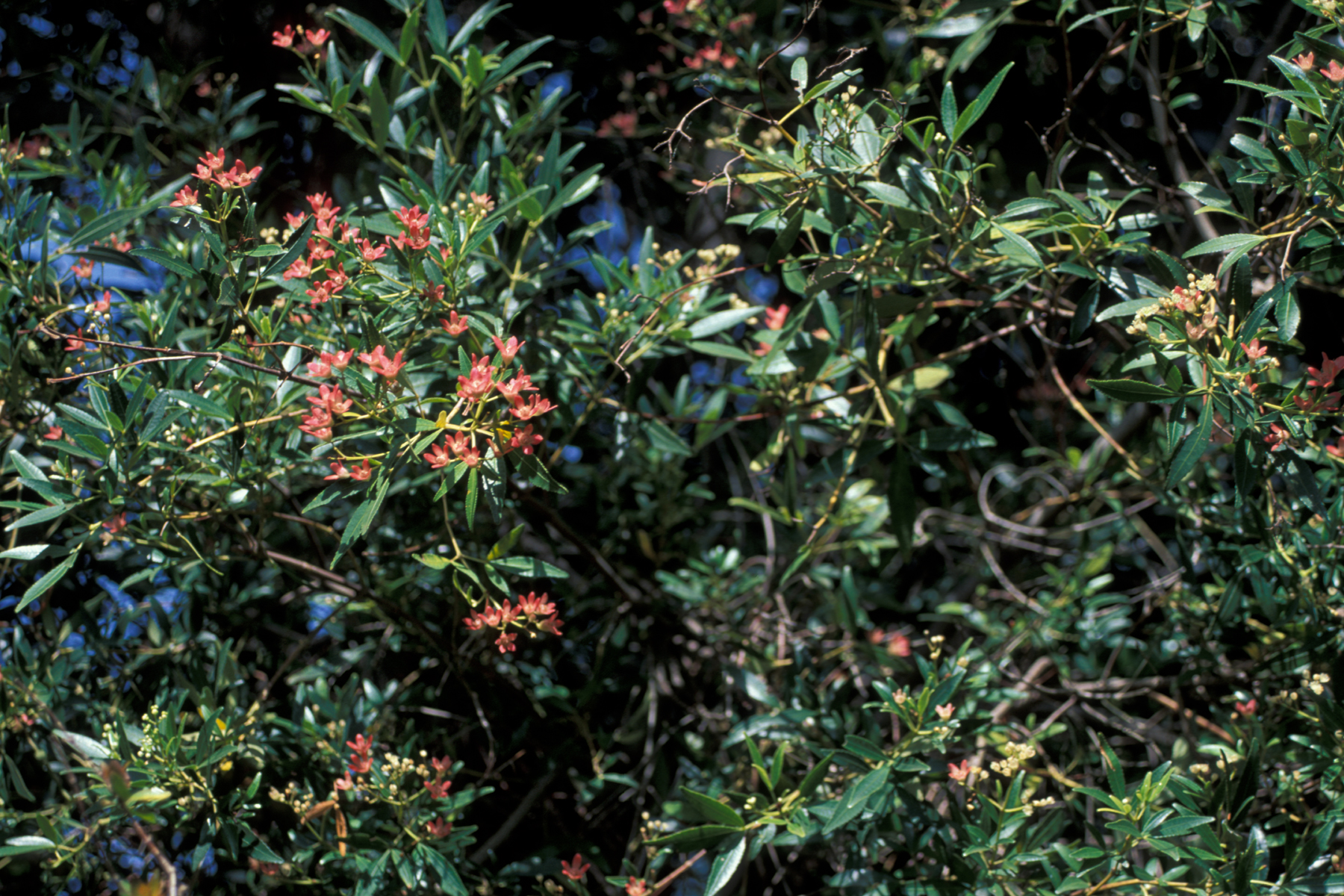
Ceratopetalum gummiferum.

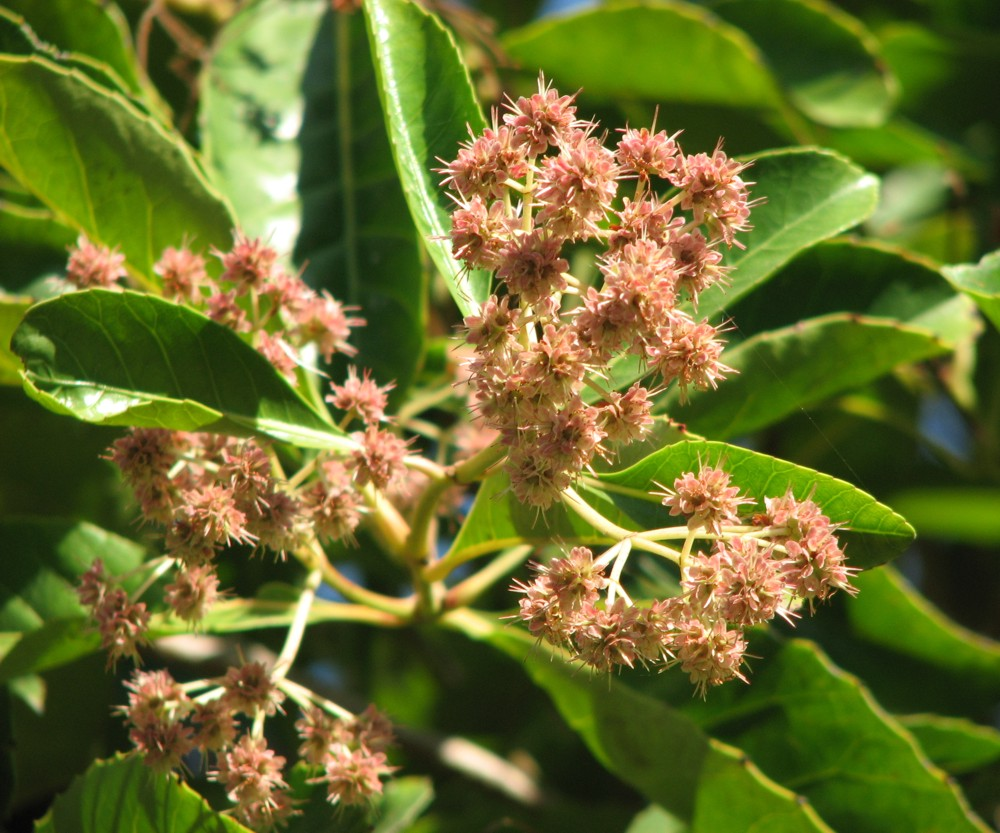
Inflorescência e folhas de Pullea stutzeri.

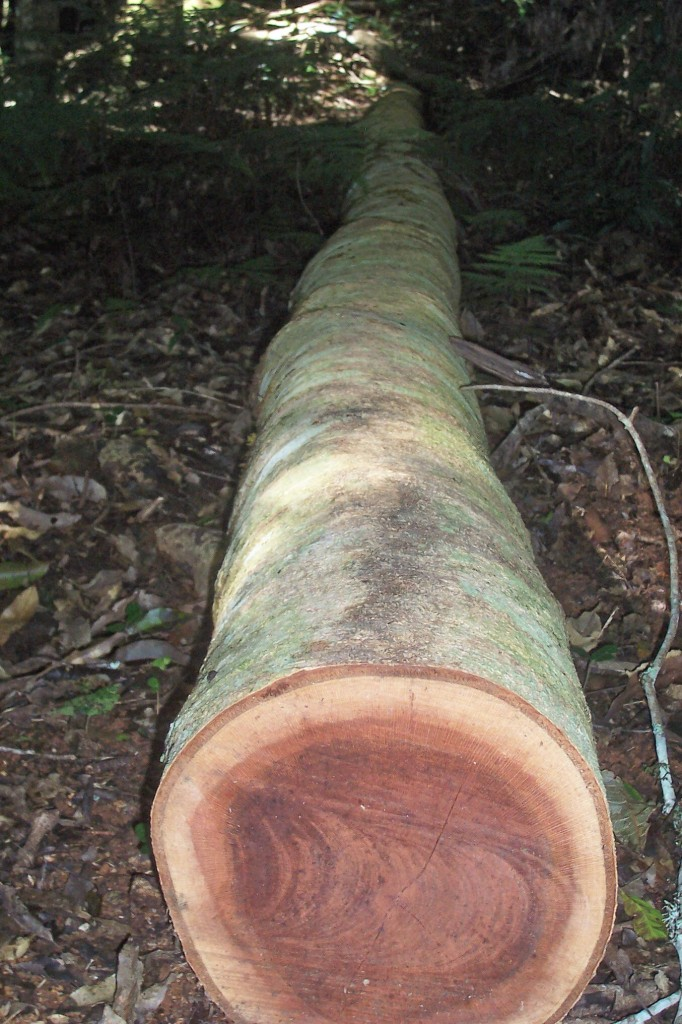
Troco cortado de Schizomeria ovata.

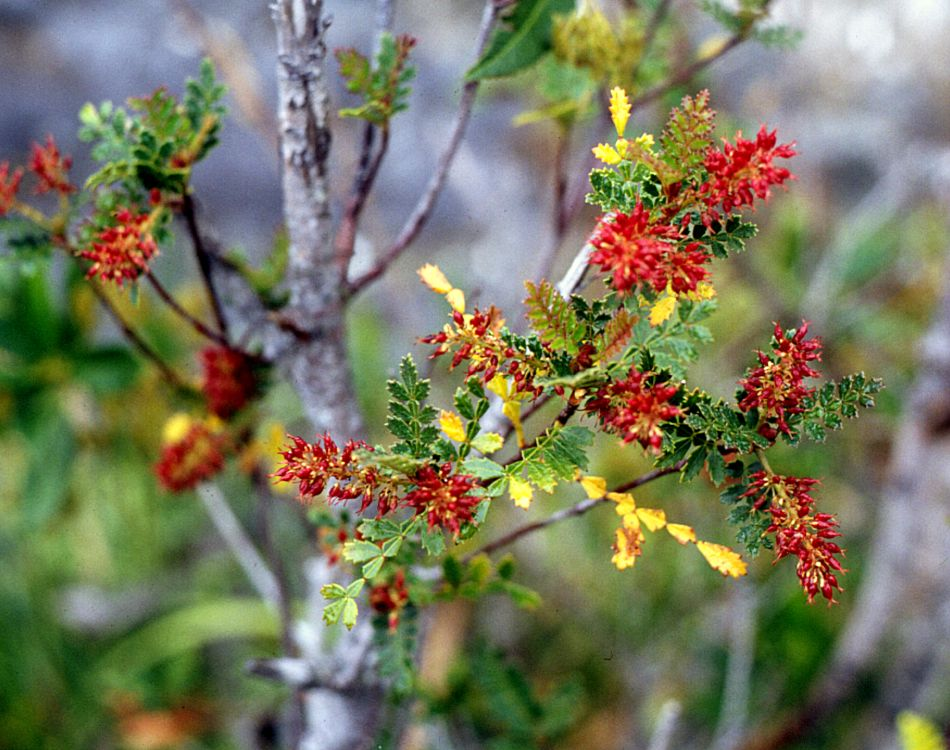
Ramos com frutos de Weinmannia trichosperma.

As famílias Baueraceae, Davidsoniaceae,  Eucryphiaceae, previamente vistas como distintas, estão agora incluídas nas Cunoniaceae. Na sua presente circunscrição taxonómica, a família Cunoniaceae integra (16 a 27) cerca de 23 géneros com entre 280 e 350 espécies:
- Acrophyllum Benth. (sin.: Calycomis R.Br. ex Nees & Sinning): com uma única espécie (segundo alguns autores, 2 espécies):
  - Acrophyllum australe (A.Cunn.) Hoogland: é um endemismo das Blue Mountains em New South Wales.[12]
- Aistopetalum Schltr.: com 2-3 espécies na Austrália.
- Anodopetalum A.Cunn. ex Endl.: com uma única espécie:
  - Anodopetalum biglandulosum (Hook.) Hook. f.: é um endemismo das florestas húmidas temperadas (florestas de nuvens) do oeste da Tasmânia.
- Bauera Banks ex Andrews: com 4 espécies na Austrália (Queensland, New South Wales, Victoria, Tasmânia, South Australia). Constituía isoladamente a antiga família Baueraceae.
- Caldcluvia D.Don (sin.: Ackama A.Cunn., Betchea Schltr., Dichynchosia Müll. Berol. orth. var., Dirhynchosia Blume, Opocunonia Schltr., Spiraeopsis Miq., Stollaea Schltr.): com cerca de 11 espécies, distribuídas desde as Filipinas à Austrália e uma espécie na América do Sul.
- Callicoma Andrews: com uma única espécie:
  - Callicoma serratifolia Andrews: nativa dos estados australianos de New South Wales e Queensland.[13]
- Ceratopetalum Sm.: com 6 espécies, nativas da Nova Guiné e dos estados australianos de New South Wales e Queensland.
- Codia J.R.Forst. & G.Forst. (sin.: Pfeifferago Kuntze): com cerca de 14 espécies nativas da Nova Caledónia.
- Cunonia L., sin.: Oosterdickia Boehm.: com grandes estípulas em forma de colher (daí ser localmente conhecida por árvore-das-colheres). com cerca de 24 espécies, quase todas na Nova Caledónia, com apenas uma na África do Sul.
- Davidsonia F.Muell.:com 2-3 espécies, com distribuição restrita aos estados australianos de New South Wales e Queensland.
- Eucryphia Cav.: com distribuição disjunta: 2 espécies no Chile, uma espécie em Queensland, uma espécie em New South Wales e Victoria e 2 espécies na Tasmânia. Constituía isoladamente a antiga família Eucryphiaceae.
- Geissois Labill.: com cerca de 20 espécies, nativas da Austrália, Nova Caledónia, Vanuatu e Fiji.
- Gillbeea F.Muell.: com 3 espécies, nativas da Nova Guiné e Austrália.
- Hooglandia McPherson & Lowry:com uma única espécie:
  - Hooglandia ignambiensis McPherson & Lowry: endemismo da Nova Caledónia.[14]
- Lamanonia Vell. (sin.: Belangera Cambess., Polystemon D.Don):com cerca de 8 espécies, distribuídas pela América do Sul.
- Pancheria Brongn. & Gris: com cerca de 26 espécies, com distribuição restrita à Nova Caledónia.
- Platylophus D.Don (sin.: Trimerisma C.Presl): com uma única espécie:
  - Platylophus trifoliatus D.Don: nativa do sul da África.
- Pseudoweinmannia Engl.: com apenas 2 espécies, distribuídas pelos estados australianos de New South Wales e Queensland.
- Pullea Schltr.: com 3 espécies, distribuída pela Nova Guiné, Austrália e Fiji.
- Schizomeria D.Don (sin.: Cremnobates Ridl.): com cerca de 18 espécies, nativas das Molucas, Nova Guiné e Austrália.
- Spiraeanthemum A.Gray (incluindo Acsmithia Hoogland): com 19 espécies, nativas da Malésia, nordeste da Austrália e ilhas do Pacífico.
- Vesselowskya Pamp.: com apenas 2 espécies, com distribuição natural restrita à Austrália.
- Weinmannia L. (sin.: Arnoldia Blume, Leiospermum D.Don, Ornithrophus Bojer ex Engl., Pterophylla D.Don, Windmannia P.Browne): com cerca de 150 de espécies no Neotropis.

A família, na sua presente circunscrição taxonómica, de acordo com o Angiosperm Phylogeny Website, inclui os seguintes géneros:
- Acrophyllum Bentham
- Acsmithia Hoogland
- Aistopetalum Schltr.
- Anodopetalum A.Cunn. ex Endl.
- Bauera Banks ex Andr.
- Caldcluvia D. Don
- Callicoma Andrews
- Ceratopetalum Smith
- Codia J. R. Forster & G. Forster
- Cunonia L.
- Davidsonia F. Mueller
- Eucryphia
- Geissois Labillardière
- Gillbeea F. Mueller
- Gumillea Ruiz & Pavon
- Lamanonia Vell.
- Pancheria Brongniart & Gris
- Platylophus D. Don
- Pseudoweinmannia Engler
- Pullea Schltr.
- Schizomeria D. Don
- Spiraeanthemum A.Gray
- Vesselowskya Pamp.
- Weinmannia L.

Os géneros que integram a família Cunoniaceae estão repartidos pelas seguintes tribos:

Tribo Spiraeanthemeae
- Spiraeanthemum A. Gray

Tribo Schizomerieae
- Anodopetalum A. Cunn. ex Endl.
- Ceratopetalum Sm.
- Schizomeria D. Don
- Platylophus D. Don

Tribo Geissoieae
- Geissois Labill.
- Karrabina Rozefelds & H.C. Hopkins
- Lamanonia Vell.
- Pseudoweinmannia Engl.

Tribo Caldcluvieae
- Ackama A. Cunn.
- Caldcluvia D. Don
- Opocunonia Schltr.
- Spiraeopsis Miq.

Tribo Codieae
- Callicoma Andrews
- Codia J.R. Forst. & G. Forst.
- Pullea Schltr.

Tribo Cunonieae
- Cunonia L.
- Pancheria Brongn. & Gris
- Vesselowskya Pamp.
- Weinmannia L.

Incertae sedis
- Acrophyllum Benth.
- Aistopetalum Schltr.
- Bauera Banks ex Andrews
- Davidsonia E. Muell.
- Eucryphia Cav.
- Hooglandia McPherson & Lowry
- Gillbeea F. Muell.

## Galeria

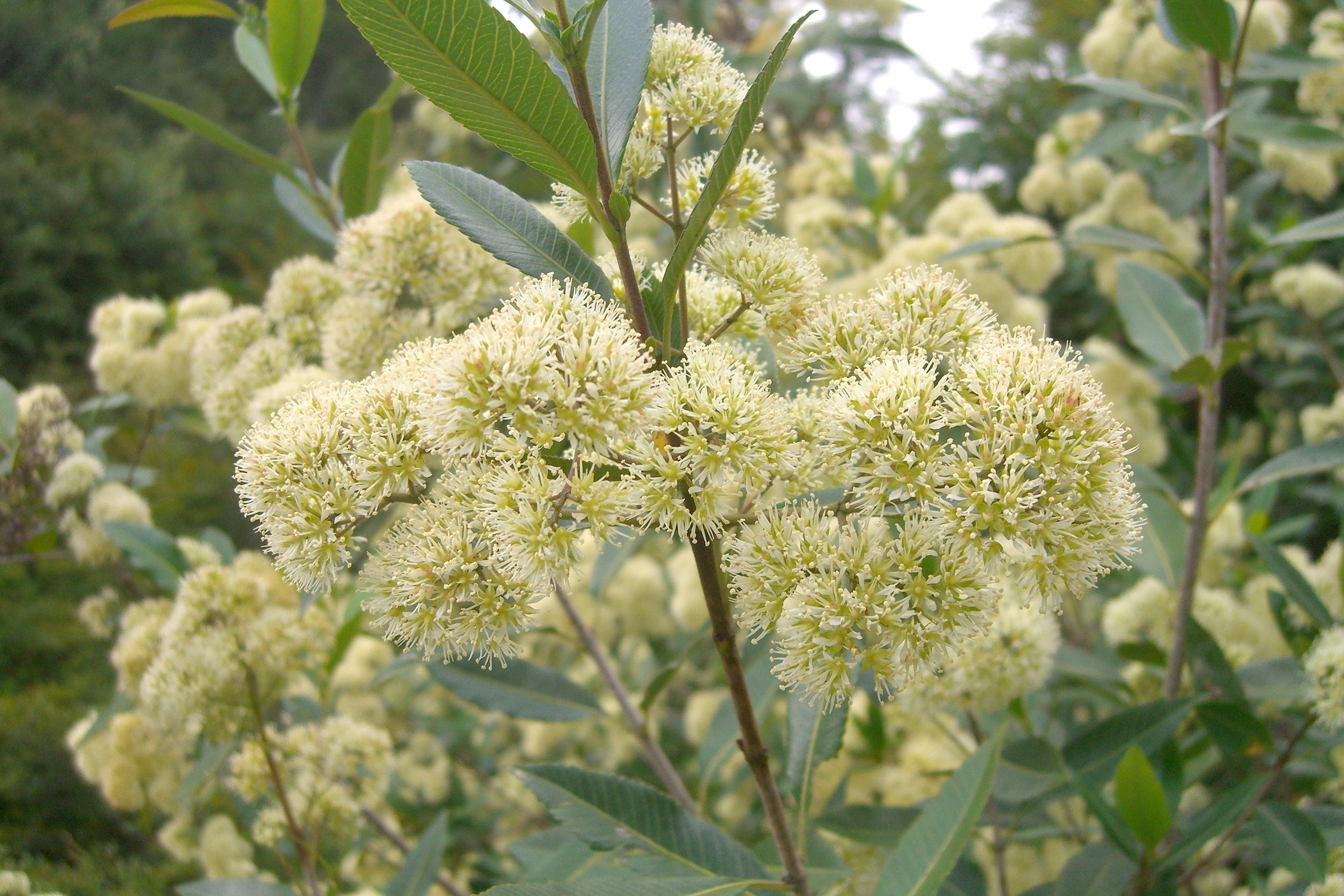
Caldcluvia paniculata.
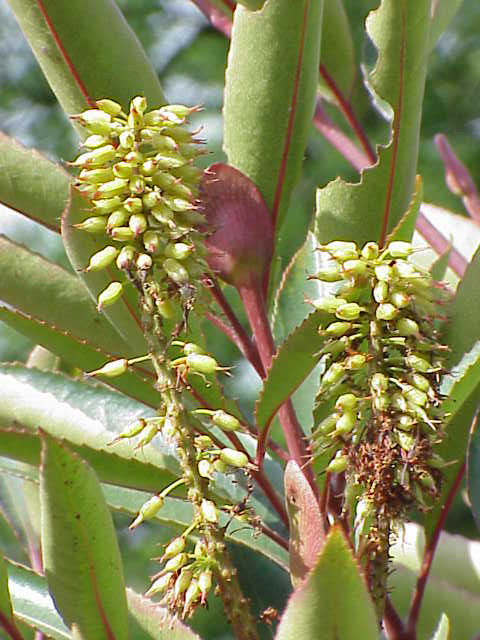
Cunonia capensis.
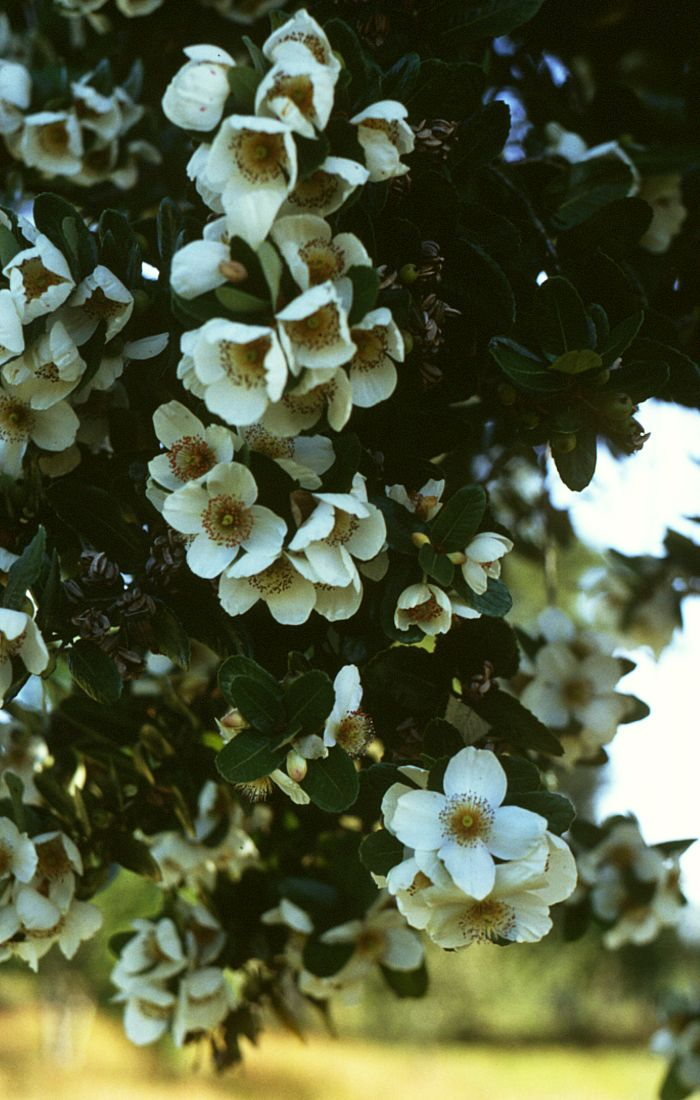
Eucryphia cordifolia.
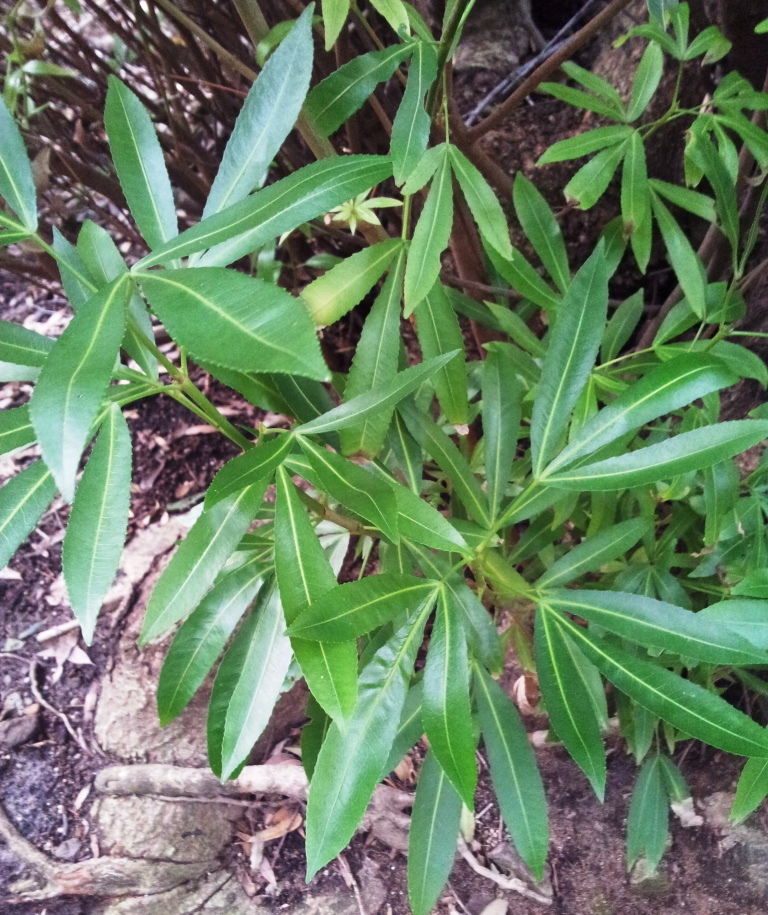
Platylophus trifoliatus.
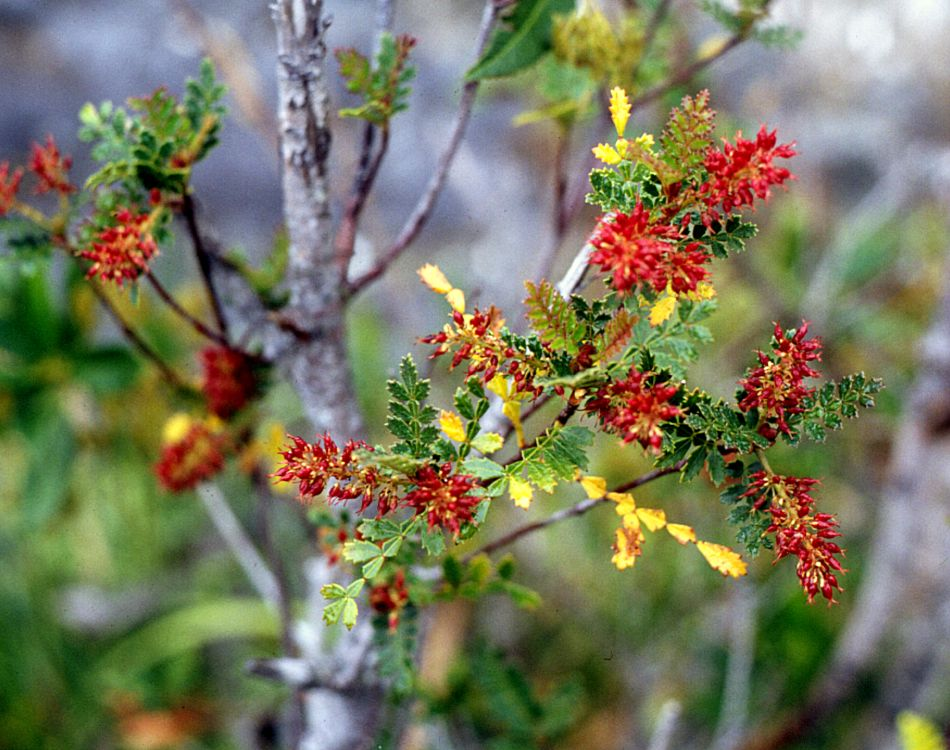
Weinmannia trichosperma.
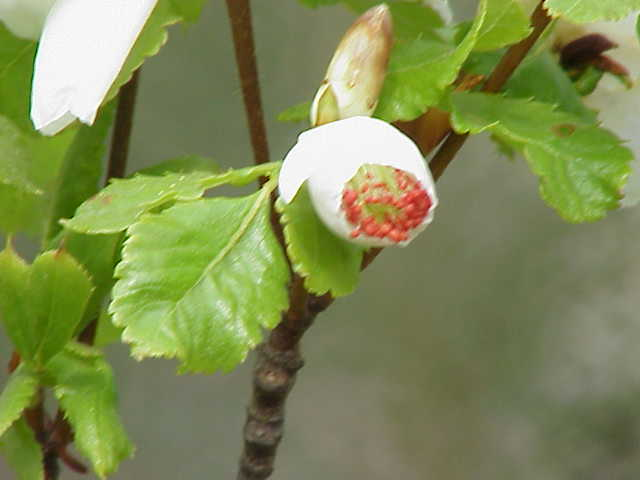
Eucryphia glutinosa.
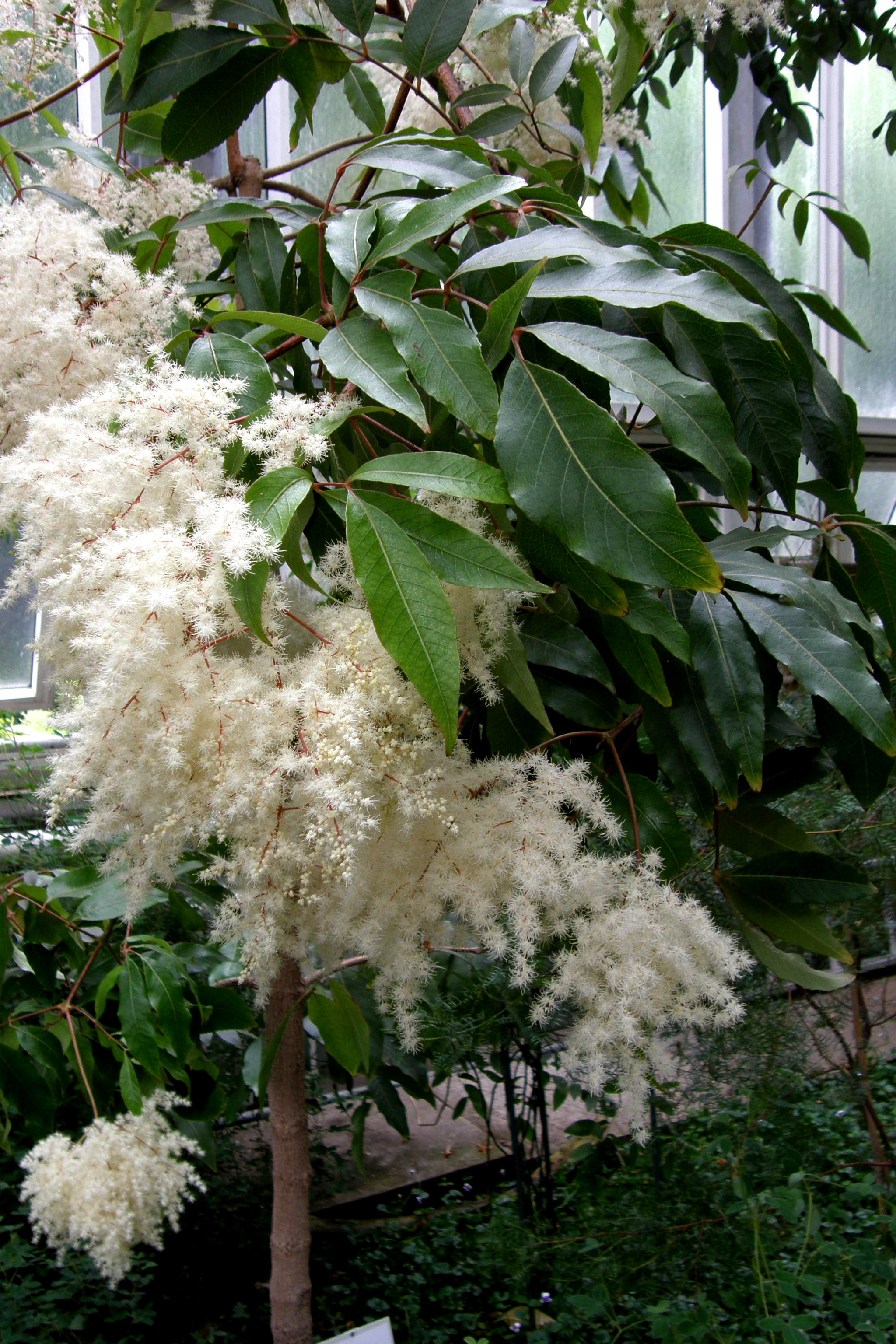
Caldcluvia paniculata.
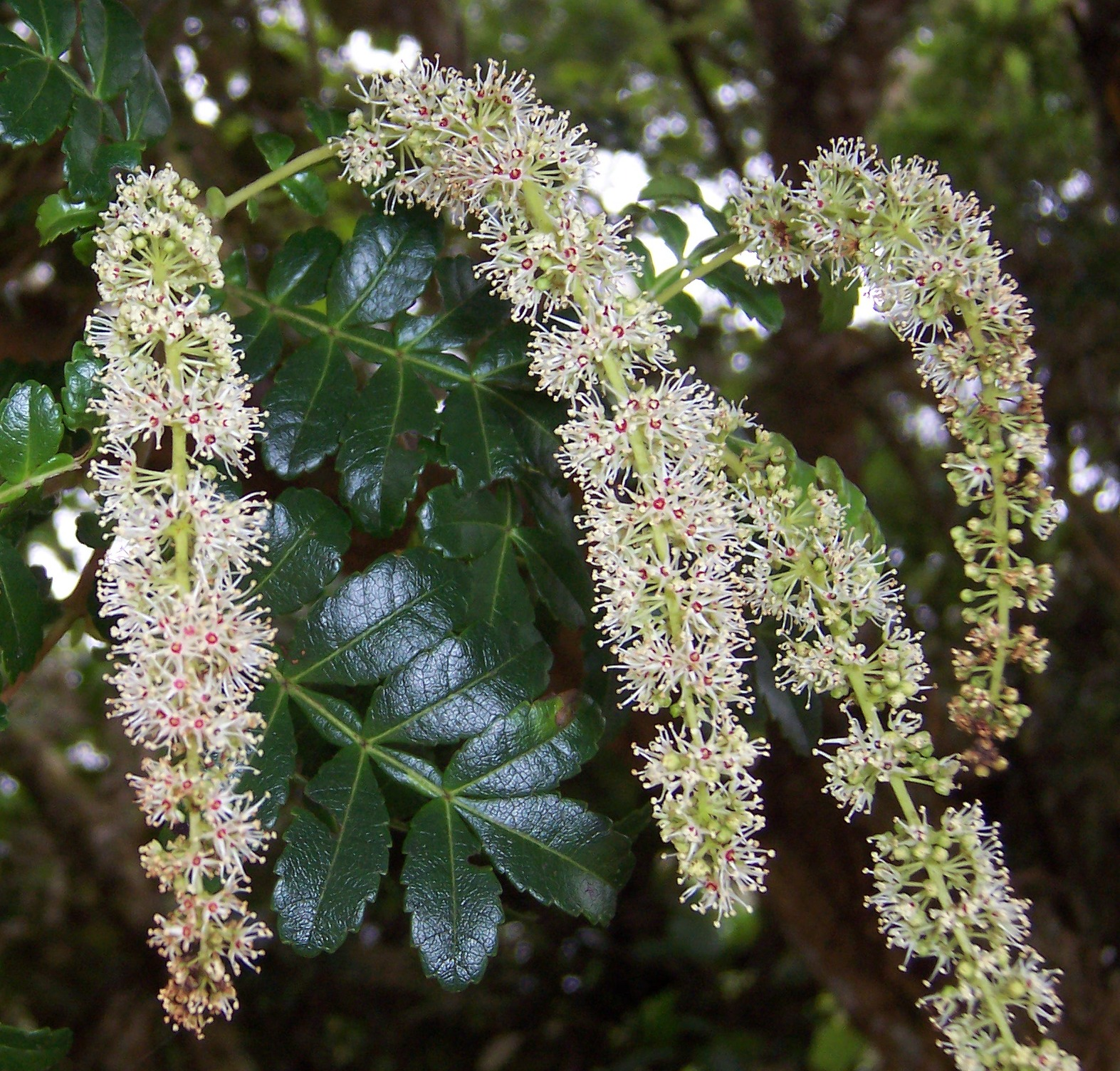
Weinmannia tinctoria.
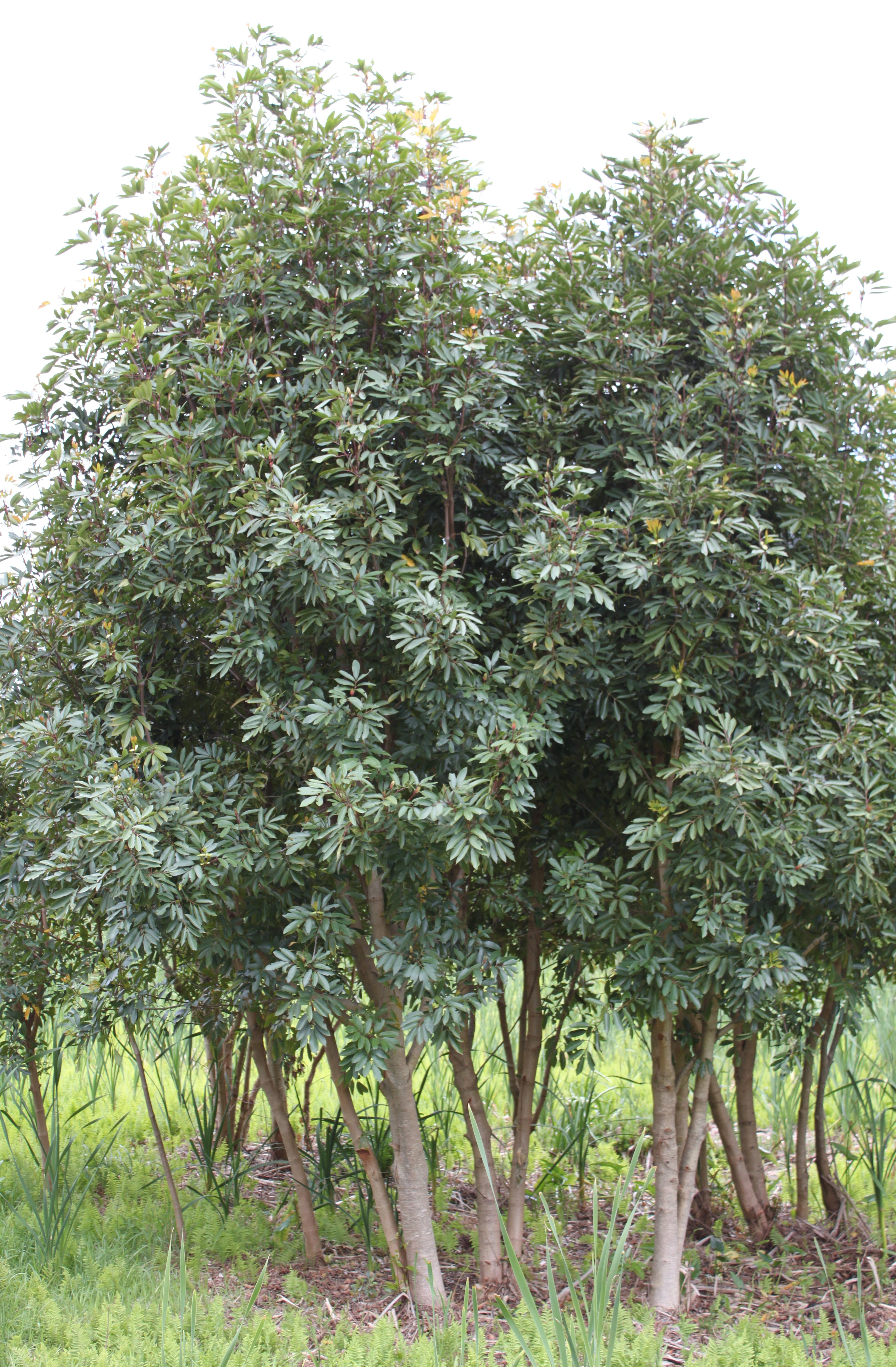
Cunonia capensis (hábito).
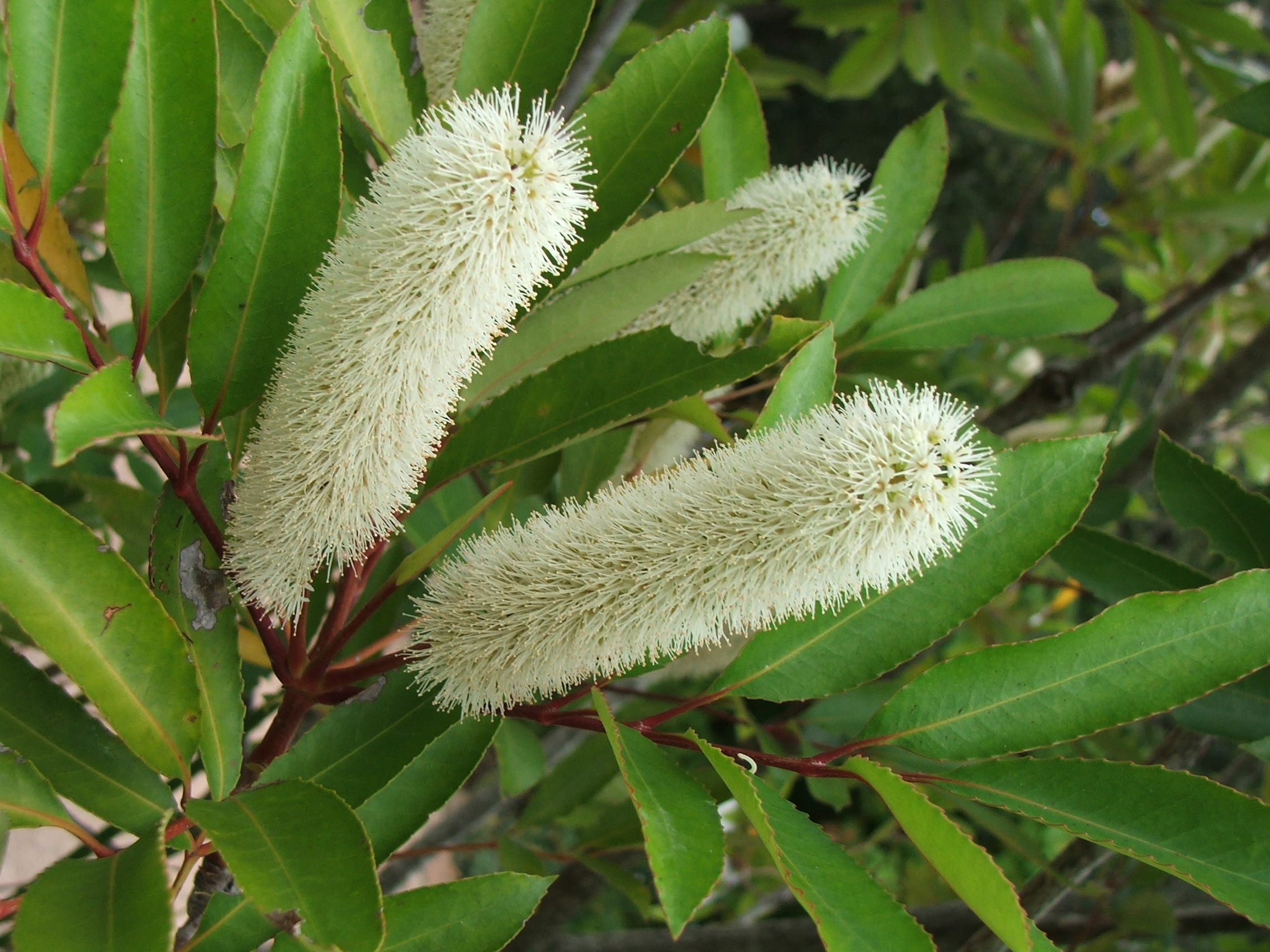
Cunonia capensis (inflorescência).
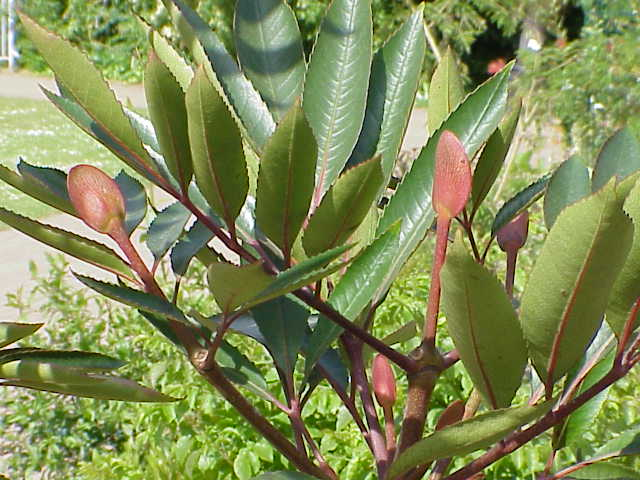
Cunonia capensis (folhagem).
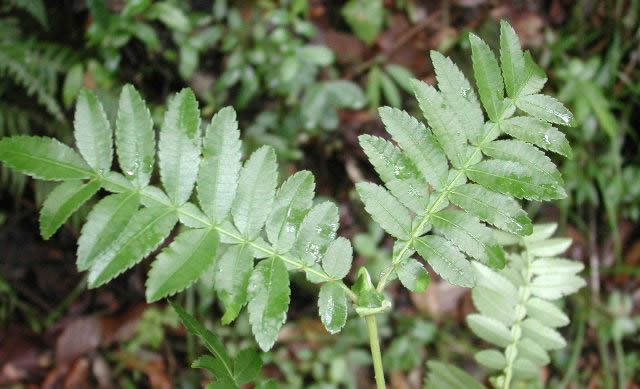
Weinmannia tinctoria.
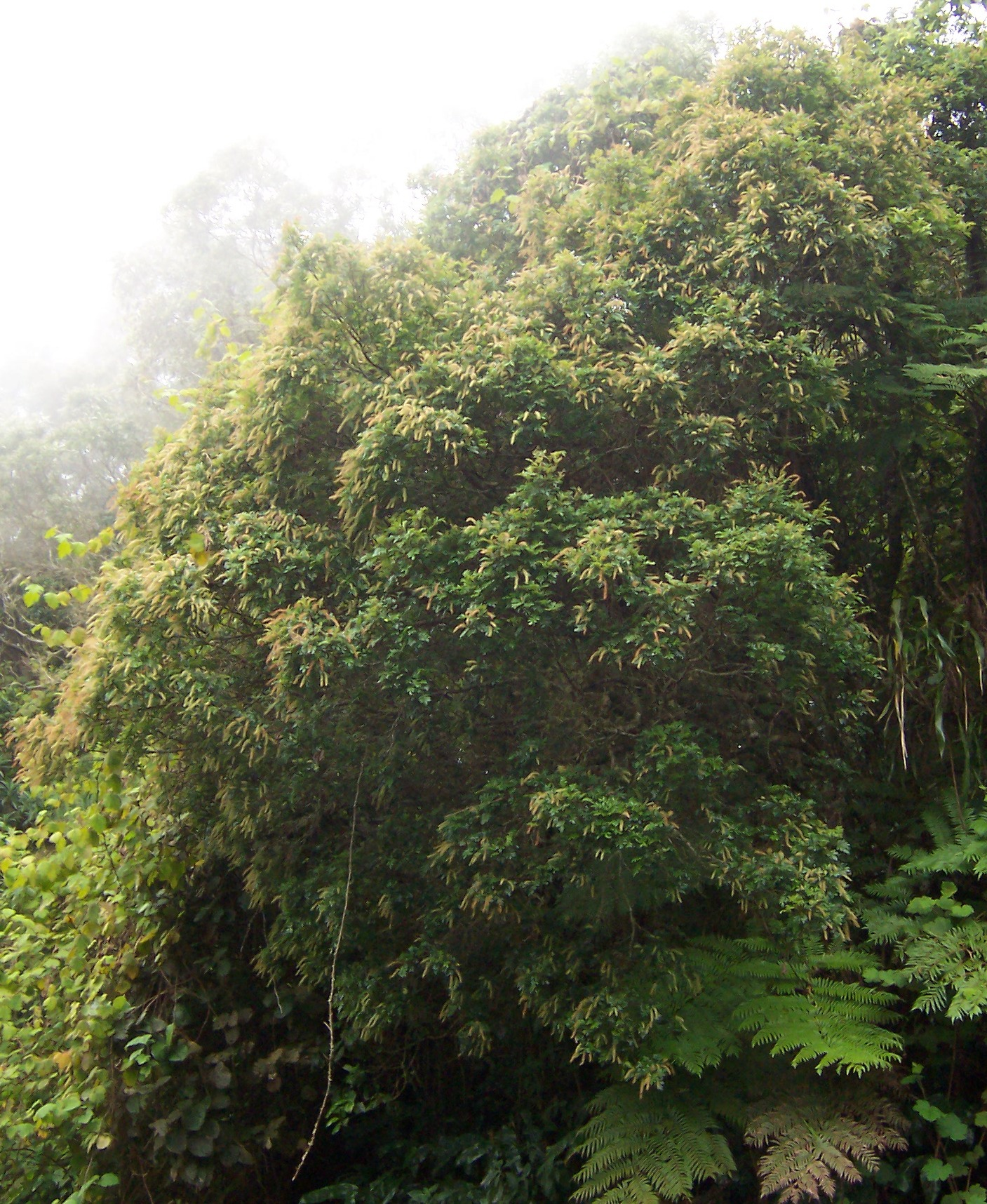
Weinmannia tinctoria (hábito).
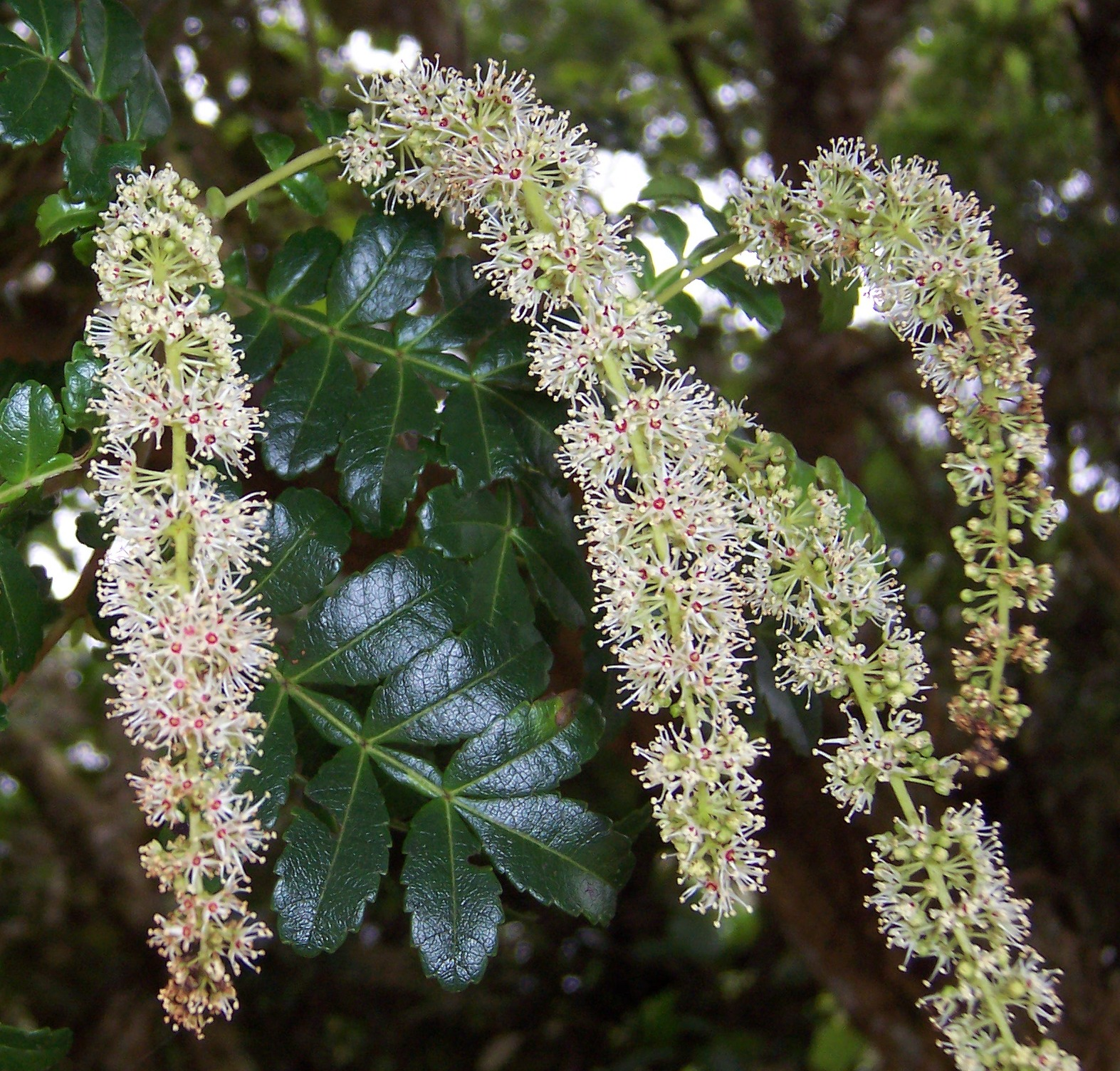
Weinmannia tinctoria (flores).
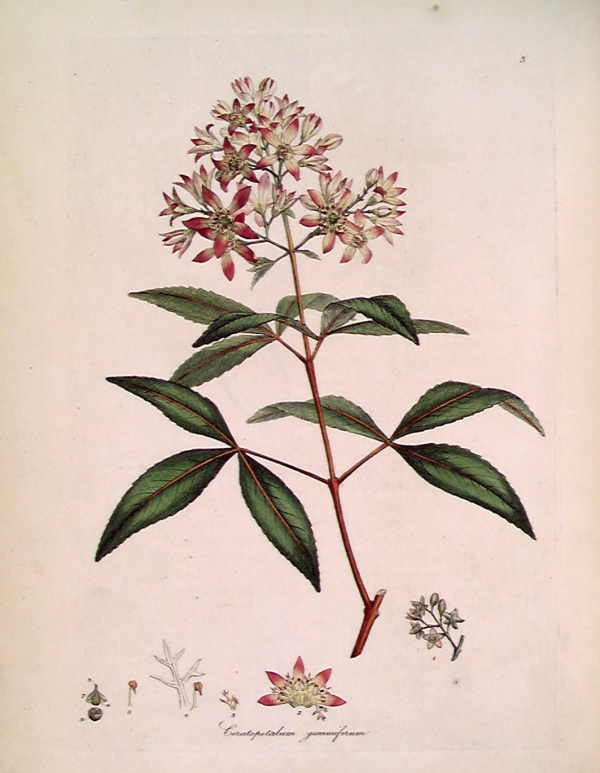
Ceratopetalum gummiferum (ilustração).
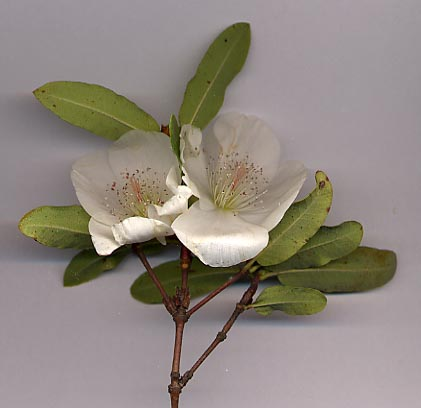
Flor de Eucryphia.
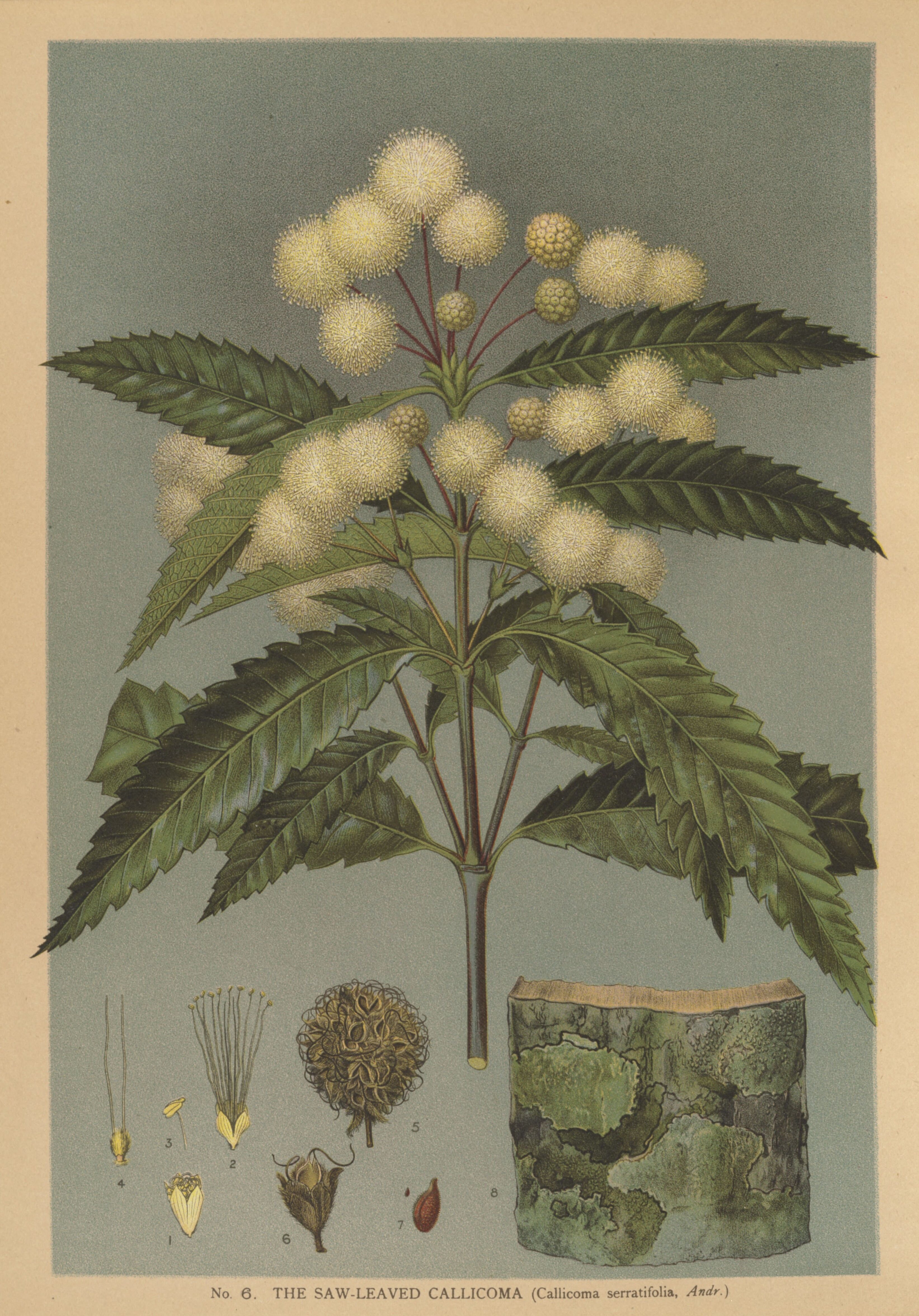
Callicoma serratifolia (ilustração).